# Štakorovec
Štakorovec je vesnice v Chorvatsku v Záhřebské župě. Je součástí opčiny Brckovljani, od jejíhož stejnojmenného střediska se nachází 3 km severně. Nachází se asi 9 km severovýchodně od města Dugo Selo a 30 km severovýchodně od centra Záhřebu. V roce 2011 zde žilo 315 obyvatel, přičemž počet obyvatel pravidelně stoupá. Název pochází z chorvatského slova štakor znamenajícího krysa.
Štakorovcem prochází župní silnice Ž3017, východně od něj protéká řeka Lonja.

## Sousední vesnice
| Růžice kompasu | Majkovec   |            | Negovec  | Růžice kompasu |
| Růžice kompasu | Banje Selo | Sever      | Peskovec | Růžice kompasu |
| Růžice kompasu | Banje Selo | Štakorovec | Peskovec | Růžice kompasu |
| Růžice kompasu | Banje Selo | Jih        | Peskovec | Růžice kompasu |
| Růžice kompasu | Hrebinec   | Stančić    | Lonjica  | Růžice kompasu |